# 플립 플랩
플립 플랩(Flip flap)은 축구 드리블 개인기이다. 엘라스티코(Elástico, 포르투갈어로 고무줄을 의미)라는 용어로도 사용되고 있다.
아웃사이드로 볼을 밀면서 신속히 인사이드로 바꿔 밀리는 볼의 방향을 바꾸어 상대 수비를 속이는 공격 기술이다.

## 역사
"그(세르지우 에치고)는 그것을 발명했다고 말했지만 나는 그것을 완성했다."

이 움직임은 일본-브라질 축구 선수 세르지우 에치고에 의해 발명되었다. 1964년 브라질의 플레이메이커 히벨리누는 청소년 팀에서 코린치안스 팀 동료였던 에치코로부터 이 동작을 배웠고 1970년 FIFA 월드컵 기간 동안 전 세계 관중들에게 이를 보여주었다. 2012년 TV 시리즈 Football's Greatest 의 인터뷰에서 히벨리누는 "그[에치고]는 그것을 발명했다고 말했지만 나는 그것을 완성했다"라고 말했다. 히벨리누의 국가 대표팀 동료 인 펠레는 이 동작을 배울 수 없었다.
히벨리누는 많은 선수들의 우상이었으며, 이 움직임은 1980년대 초 알제리인 살라 아사드(Salah Assad, 그는 "엘 고라프"(El Ghorraf)라고 부르는 자체 플립 플랩을 개발했으며 히벨리누와 달리 공을 가지고 달리는 동안 사용됨)와 페루인 훌리오 세자르 우리베(Julio César Uribe))에 의해 대중화되었다. 1990년대 후반과 2000년대에는 호마리우, 호나우두, 호나우지뉴와 같은 유명 선수들이 사용했다. 최근 몇 년 동안 포르투갈 축구 선수의 크리스티아누 호날두와 브라질 축구 선수 네이마르도 이러한 움직임을 주로 사용하는 것으로 알려져 있다.
아프리카, 특히 나이지리아에서는 발이 안팎으로 움직이기 때문에 이러한 움직임을 "Snakebite"또는 "Zigima"라고한다. 그러나 이제는 호나우지뉴(Gaúcho)의 이름을 따서 "The Gaúcho"라고 더 자주 불린다.
풋살, 프리스타일 축구, 길거리 축구에서 플립 플랩 동작의 공중 변형을 "아카"라고 부른다. "Akka"에는 여러 변형이 있으며 판나 및 기타 지상 움직임과의 콤보로 사용할 수 있다.

## 같이 보기
- 스텝 오버
- 크라위프 턴
- 라보나
- 마르세유 턴